# Wolfenstein (Computerspiel)
Wolfenstein ist ein Computerspiel und direkte Fortsetzung von Return to Castle Wolfenstein. Der Ego-Shooter wurde von Raven Software entwickelt und von id Software co-produziert. Activision brachte Wolfenstein am 18. August 2009 in Nordamerika und am 21. August 2009 in Europa auf den Markt. Seit 2014 ist das Spiel nicht mehr offiziell erhältlich.
Am 20. Mai 2014 veröffentlichte Bethesda Softworks den Nachfolger Wolfenstein: The New Order, am 27. Oktober 2017 folgte Wolfenstein II: The New Colossus. Die neueren Teile wurden von MachineGames entwickelt.

## Handlung
Die Handlung des Spiels ist in der fiktiven deutschen Metropole Isenstadt angesiedelt. Im Jahr 1944 soll der amerikanische Soldat B.J. Blazkowicz einen hochrangigen Nazi-General eliminieren. Der US-Ranger muss nicht nur die deutschen Soldaten bekämpfen, sondern auch gegen Monster, Dämonen und okkulte Priester bestehen. In Isenstadt werden dunkle Rituale von SS-Mitgliedern der Thule-Gesellschaft durchgeführt und mithilfe einer dämonischen Macht, dem sogenannten „Schleier“ (Veil), wollen die Deutschen ihre Feinde vernichten. B.J. verfügt über ein magisches Amulett, mit dem er ebenfalls Zauberkräfte einsetzen kann.
Die Handlung der deutschen Version weicht von der des Originals jedoch ein wenig ab.

### Level
Im Spiel bewegt man sich nicht nur auf einem festen Weg durch die Level, sondern hat die Möglichkeit, die fiktive Stadt Isenstadt auf eigene Faust zu erkunden. Nach jeder abgeschlossenen Mission erhält man Zugang zu einem weiteren Bereich der Stadt.
Der Spieler erkundet in der Rolle von B.J. Blazkowicz die Stadt; dabei ist er u. a. in einer Grabstätte, einer unterirdischen Forschungsstation, einer Konservenfabrik und einem Krankenhaus unterwegs. Außerdem begibt er sich zu einer Burg und einem großflächigen Bauernhof. Teilweise spielt Wolfenstein auch in der Paralleldimension, wo der finale Kampf gegen Hans Grosse stattfindet. Der letzte Level spielt auf einem Zeppelin.
In jedem Level gibt es versteckte Goodies wie Gold und geheime Dokumente, die den Spieler tiefer in die Welt eintauchen lassen. Ersteres dient des Weiteren dazu, seine Waffen zu verbessern. So erhält der Spieler nach getaner Arbeit mehr „Upgrades“, welche er gegen Geld bei den in nahezu jedem Level versteckten Waffenhändlern erwerben kann – zum Beispiel einen Rückstoßdämpfer für mehr Genauigkeit oder zusätzliche Behälter für einen größeren Munitionsvorrat.

### Verweise auf vorangegangene Wolfenstein-Titel
- Der Bossgegner Hans Grosse und dessen Schwester Gretel Grosse kamen bereits in Wolfenstein 3D vor.
- In einem Gebäude in Isenstadt, in welchem man unter anderem einen Schwarzmarkt-Händler antrifft, bekundet einer der anwesenden Widerstandskämpfer seine Anerkennung gegenüber Agent Blazkowicz' vergangenen Abenteuern und fragt sich, welchen Preis der Schicksalsspeer, den Blazkowicz in Spear of Destiny suchte, wohl heutzutage einbringen würde.
- Zu Return to Castle Wolfenstein bestehen mehrere Bezüge: Der Spieler trifft im Laufe des Spiels auf Widerstandskämpfer des Kreisauer Kreises. Die aus dem Vorgänger bekannte Tesla Gun ist erneut eine Waffe im Spiel. Der Charakter Wilhelm Strasse alias „der Schädel“ ist in Return to Castle Wolfenstein der Leiter des Übersoldaten-Projekts.

## Technik
Als Grafik-Engine wurde die id Tech 4 verwendet, welche bereits für den Ego-Shooter Doom 3 (2004) von id Software verwendet wurde. Auch die Spiele Quake 4 (2005; Entwickler: Raven Software), Prey (2006; Entwickler: Human Head Studios) und Enemy Territory: Quake Wars (2007; Entwickler: Splash Damage) wurden auf der Basis der id Tech 4 entwickelt. Die in Wolfenstein verwendete Version der Engine wurde jedoch stark modifiziert und um neue Funktionen erweitert.
Die Verwendung der id Tech 4 wurde bereits im Vorfeld kritisiert, da die Engine als veraltet galt. Außerdem verwende id Software für das Spiel Rage schon die neue Version id Tech 5.

## Altersfreigaben, Indizierung und Beschlagnahme der Originalfassung
Die Originalversion wurde vom ESRB in den USA mit Mature (17+) bewertet. Die Pan European Game Information vergab die Einstufung 18+.
Sie wurde im September 2009 zunächst von der BPjM auf Liste B indiziert und am 19. Januar 2010 vom Amtsgericht Detmold wegen Verstößen gegen die Paragraphen 86a und 131 des Strafgesetzbuchs beschlagnahmt und eingezogen (Aktenzeichen 3 Gs 99/10). Diese Version unterliegt in Deutschland somit einem Verbreitungsverbot und darf nicht mehr verkauft werden. Der Zoll ist befugt, importierte Fassungen von Wolfenstein einzuziehen.
Am 11. Juni 2019 wurde die Beschlagnahme durch das Amtsgericht Frankenthal vom 29. November 2016 aufgehoben. Da aktuell nur einer der insgesamt vier Beschlüsse aufgehoben wurde, ist das Spiel als beschlagnahmt anzusehen, bis auch die weiteren Beschlüsse aufgehoben werden.

### Deutsche Version
Die deutsche Version des Spiels wurde von der USK ab 18 Jahren freigegeben. In ihr fehlen alle verfassungswidrigen Symbole wie Hakenkreuze, Siegrunen etc. Die Gewaltdarstellung wurde drastisch reduziert. So fehlt die Möglichkeit, Gegnern gezielt Körperteile abzutrennen. Auch Schussverletzungen sind nun nur noch kurzzeitig zu sehen und verschwinden nach wenigen Sekunden.
Zudem wurde jeder Bezug zum Dritten Reich komplett entfernt. So kämpft Blazkowicz nicht gegen Nazis, sondern, wie schon in der deutschen Fassung von Return to Castle Wolfenstein, gegen die Sekte der Wölfe. Dienstränge haben fiktive Bezeichnungen. So entspricht der Rang des Alpha-Wolfes dem eines Generals. Andere Ränge sind bspw. Omega-Wölfe. Auch weniger auffällige Änderungen gibt es: So wird zum Beispiel im Intro-Video aus dem deutschen Schlachtschiff Tirpitz die „Tripitz“.
Am 22. September 2009 wurde bekannt, dass Activision alle deutschen Fassungen von Wolfenstein zurückruft. Als Grund wurde von der Fachpresse ein vergessenes Hakenkreuz in der lokalisierten Version vermutet.

## Kritiken
Das Spiel bekam gute (PC Games: 85 %) bis mäßige Wertungen (GameStar: 69 %). Spieletipps.de bewertete Wolfenstein mit 75 %, 4Players mit 71 % und Eurogamer mit 7 von 10 Punkten. Bemängelt wurde teilweise die eher schwache KI, die nicht mehr zeitgemäße Technik der id Tech 4 und das aufgesetzte Leveldesign. Auch die Umsetzung der Open World wurde negativ bewertet. Gelobt wurde aber das ungewöhnliche Setting und das abwechslungsreiche Gameplay. Der Metascore liegt zwischen 74 und 71, bei GameRankings.com liegt die Durchschnittswertung bei 74 (PC) bzw. 73 (Xbox 360/PS3).